# Doris Kermack
Doris Mary Kermack, z domu Carr (ur. 1923, zm. 2003) – brytyjska zoolog morska oraz paleontolog specjalizująca się we wczesnych ssakach.

## Życiorys
Ukończyła studia na University of London, od 1950 roku wykładała na Imperial College London. Doktoryzowała się w 1953 roku na University College London pod kierunkiem prof. George’a Wellsa (syna H.G. Wellsa) na podstawie pracy „The anatomy and physiology of the gut of Arenicola marina L.” Początkowo zajmowała się badaniami nad fauną morską, w późniejszym okresie jej zainteresowania naukowe skupiły się na ssakach mezozoicznych. Współpracowała ze swoim mężem Kennethem Kermackiem, publikując wraz z nim kilka prac (m.in. The Evolution of Mammalian Characters, 1984). 
Od 1950 roku była członkiem Towarzystwa Linneuszowskiego w Londynie. Jako pierwszy jego członek została w 1988 roku uhonorowana Złotym Medalem za całokształt pracy na rzecz instytucji.